# Arabis soyeri
Arabis soyeri — вид квіткових рослин з родини капустяних (Brassicaceae). Ареал: Європа (Австрія, Болгарія, Словаччина, Франція, Німеччина, Італія, Польща, Румунія, Іспанія, Швейцарія, Словенія).

## Екологія
Росте біля гірських джерел і струмків у Піренеях, Альпах і західних Карпатах. Цвіте в травні-липні.

## Біоморфологічна характеристика
Це багаторічна трав'яниста рослина. Стебел одне чи кілька, які ростуть із тонкого розгалуженого кореневища; стебла голі, до 35 см заввишки. Листя темно-зелене, злегка м'ясисте, блискуче й голе; розеткові листки короткочерешкові, від еліптичної до оберненояйцюватої форми, ≈ 5 × 1 см з дрібно зубчастим краєм; стеблові листки чергові, сидячі, еліптичні, охоплюють стебло. Розетки після цвітіння засихають. Суцвіття від 15 до 25 квіток. Квіти двостатеві й чотиричленні. Чашолистки ≈ 4 мм завдовжки, світло-зелені з білим краєм, іноді багряні. Пелюстки білі, від 5 до 7 мм завдовжки й 2.5 мм ушир. Плід — стручок завдовжки від 25 до 50 мм. Насіння ширококриле, темно-коричневе, еліптичне чи округле, від 1.5 до 2 мм завдовжки.